# Olímpica Stereo
Olímpica Stereo es una estación radial de Colombia, propiedad del Grupo Empresarial Olímpica. Forma parte de la Organización Radial Olímpica (O.R.O.). Transmite música de género tropical, está presente en 22 ciudades del país.

## Historia
En 1969 Hernando Franco Bossa, propietario de la Cadena Radial del Caribe, puso en venta las acciones de la emisora Radio Regalos.
La firma comercial e industrial Char Hermanos, adquiere esta frecuencia de radio y cambia el nombre por el de Radio Olímpica AM, como estrategia publicitaria, ya que éstos son los mismos dueños de los Almacenes Olímpica y droguerías olímpica. Posteriormente, entre 1972 y 1973 aparecieron en su orden Radio Príncipe AM, dirigida por Marco Aurelio Álvarez, la cual se caracterizó por la incorporación de música estilizada, Emisora Atlántico, de noticias dirigida por Jacob Guerra.
En 1975 se instaló Radio Olímpica AM en la ciudad de Cartagena. Luego, con la aparición en Colombia de la frecuencia modulada (FM), todas las emisoras de dicha sociedad, excepto Emisora Atlántico fueron trasladadas a FM. Entre 1978 y 1979 se fundó Olímpica Stereo en Santa Marta, convirtiéndose así la cadena de emisoras Olímpica Stereo en pionera de las emisoras de frecuencia modulada dedicada a emitir música.vMás tarde Radio Príncipe FM rediseñó su estilo a música tipo balada y cambió su nombre por el de Radio Tiempo FM. Es así como se abrieron en Cartagena las emisoras Olímpica Stereo y Radio Tiempo FM. Con el propósito de alcanzar una mayor cobertura en la costa, se crearon nuevas emisoras en Santa Marta, Montería, Sincelejo y Valledupar. Gracias al éxito anterior se iniciaron emisoras en otras partes de Colombia, como en Bogotá, Bucaramanga, Cali, Pereira y Villavicencio, Medellín con Olímpica Stereo, Radio Tiempo y Oro Stereo. Hoy con la tecnología de internet se puede sintonizar la emisora en cualquier parte del mundo.

## Sede
La dirección General se encuentra en la Calle 72 Nº 48-37 en Barranquilla, Colombia.

## Frecuencias
- Armenia: (96.1 FM - HJO83)
- Barranquilla: (92.1 FM - HJOJ)
- Bogotá: (105.9 FM - HJIT)
- Bucaramanga: (97.7 FM - HJP23)
- Cali: (104.5 FM - HJUL)
- Cartagena: (90.5 FM - HJQW)
- Cúcuta: (94.7 FM - HJAE)
- Ibagué: (94.3 FM - HJP93)
- Manizales: (89.7 FM - HJI41)
- Medellín: (104.9 FM - HJFK)
- Montería: (90.5 FM - HJIY)
- Neiva: (100.3 FM - HJIV)
- Pereira: (102.7 FM - HJO89)
- Santa Marta: (97.1 FM - HJDP)
- Sincelejo: (101.5 FM - HJVM)
- Valledupar: (93.7 FM - HJSE)
- Villavicencio: (105.3 FM - HJN46)
- Nacional: (ETB - Canal 747)

## Asociadas
- Honda: (90.5 FM - HJP92)
- La Dorada: (98.7 FM - HJI49)
- Maicao/Riohacha: (89.5 FM - HJB89)

## Afiliadas
- El Espinal: (1390 AM - HJFY)
- Girardot: (1450 AM - HJVY)